# Tu non hai la più pallida idea dell'amore
(Montagne verdi)
Tu non hai la più pallida idea dell'amore, pubblicato nel 1972, è il primo album della cantante italiana Marcella Bella.

## Il disco
Il progetto vede fra le tracce l'alternanza delle prime hit di Marcella, con alcune cover dal piglio più cantautorale, dal repertorio di Bruno Lauzi, Lucio Battisti ed Herbert Pagani. All'interno della copertina una dedica di Renzo Arbore, che si complimenta con la giovane cantante per i progressi fatti in poco tempo.
L'album arrivò dopo l'exploit di Montagne verdi, brano divenuto nel tempo un vero e proprio evergreen: presentato al Festival di Sanremo 1972, consacrò Marcella al grande pubblico con un successo di vendite pari a circa mezzo milione di 45 giri venduti. Anche il singolo estivo Sole che nasce sole che muore raggiunse una buona notorietà, mentre con Un sorriso e poi perdonami, la giovane cantante riuscì a guadagnarsi l'accesso alla finale di Canzonissima, raggiungendo anche il 1º posto nella hit-parade dei singoli più venduti.
Nel retro-copertina appare anche una dedica personale della cantante: Caro Ivo, il primo LP di una ragazza è sempre dedicato a un uomo, io scelgo il mio produttore Ivo Callegari. Sei d'accordo? Marcella

## Tracce
Lato A
1. Un sorriso e poi perdonami - 3:00 - (Giancarlo Bigazzi - Gianni Bella)
2. Io vivrò senza te - 3:59 - (Mogol - Lucio Battisti)
3. Sole che nasce sole che muore - 3:03 - (Giancarlo Bigazzi - Gianni Bella)
4. Il poeta - 3:51 - (Bruno Lauzi)
5. La forza di credere - 3:56 (Antonio Bella - Gianni Bella)
6. Montagne verdi - 3:11 - (Giancarlo Bigazzi - Gianni Bella - Antonio Bella)

Lato B
1. Dove vai - 3:43 - (Giancarlo Bigazzi - Gianni Bella)
2. Hai ragione tu - 4:07 - (Gianni Bella - Antonio Bella)
3. Albergo a ore - 3:57 - (Herbert Pagani - Marguerite Monnot)
4. Sensazioni e sentimenti - 3:39 - (Gianni Bella - Antonio Bella)
5. La più pallida idea - 3:28 - (Gianni Bella - Antonio Bella)

## Musicisti

### Artista
- Marcella Bella - voce
- Franco Monaldi, Maurizio Fabrizio, Renato Angiolini - arrangiamenti